# 利氏寶蓮燈魚
利氏寶蓮燈魚，為輻鰭魚綱脂鯉目脂鯉亞目脂鯉科的其中一個種。分布於南美洲秘魯亞馬遜河上游流域，體長可達1.8公分，棲息在底中層水域，生活習性不明。